# Augochloropsis zikani
Augochloropsis zikani är en biart som beskrevs av Jesus Santiago Moure 1944. Augochloropsis zikani ingår i släktet Augochloropsis och familjen vägbin. Inga underarter finns listade.